# Entandrophragma utile
Entandrophragma utile är en tvåhjärtbladig växtart som först beskrevs av Dawe & Sprague, och fick sitt nu gällande namn av Thomas Archibald Sprague. Entandrophragma utile ingår i släktet Entandrophragma och familjen Meliaceae. Inga underarter finns listade i Catalogue of Life.